# Parròquia de Sunākste
La Parròquia de Sunākste (en letó: Sunākstes pagasts) és una unitat administrativa del municipi de Jaunjelgava, al sud de Letònia. Abans de la reforma territorial administrativa de l'any 2009 pertanyia al raion d'Aizkraukle.

## Pobles, viles i assentaments
- Lielsunākste
- Mazsunākste
- Pikslauki
- Sunākste
- Zilkalne

## Hidrografia

### Rius
- Lauce
- Pikstere
- Sunīte
- Viesīte

### Llacs
- Llac Mazsunākstes